# Temnora albilinea
Temnora albilinea là một loài bướm đêm thuộc họ Sphingidae. Nó được tìm thấy ở forests from Cameroon to Angola, Congo, Uganda, Kenya và Tanzania.
Chiều dài cánh trước là 25–27 mm. 
Thân và cả hai cánh màu ô liu tối. Cánh trước thu hẹp và dài và có một dải hơi trắng Bụng con đực có màu đỏ.